# SDI Media
SDI Media Group – międzynarodowe przedsiębiorstwo oferujące usługi sporządzania napisów, tłumaczeń i dubbingu dla branży rozrywkowej. Siedziba firmy mieści się w Los Angeles, a inne biura i obiekty znajdują się w 37 krajach świata. SDI Media dostarcza usługi tłumaczeniowe i dubbingowe w 80 językach. Zatrudnia ponad tysiąc pracowników na całym świecie.
W 2006 wykupiło Sun Studio (szw.).
W 2021 zostało wykupione przez Iyuno Media Group.

## SDI Media Czech Republic
Czeskie studio dźwiękowe SDI Media Czech Republic (dawniej SDI Sun Studio) powstało w 2006 roku. Firma zajmuje się postprodukcją audio-wideo, w której zakres wchodzi dubbing filmów fabularnych i animowanych. Studio dysponuje pięcioma studiami nagraniowymi. Siedziba firmy znajduje się w Pradze.

## SDI Media Polska
Polskie studio dźwiękowe SDI Media Polska (do 2009 Sun Studio Polska) powstało w 2005 roku. Zajmuje się postprodukcją audio-wideo, w której zakres wchodzi dubbing filmów fabularnych i animowanych, reklama RTV. 
Firma dysponuje obecnie (2023) 13 studiami nagrań i pokojami mikserskimi, oraz 34 pokojami montażowymi.
Firma swoją siedzibę ma w Warszawie przy ulicy Postępu 6.
Z SDI Media Polska współpracują m.in. telewizje: TVP, Cartoonito (dawniej Boomerang), Cartoon Network, Disney Channel, Disney XD, TVN Style, TV Puls, Discovery, Travel Channel i E! Entertainment oraz dystrybutorzy filmowi: Forum Film Poland, SPI International Polska, Walt Disney Pictures, Pixar, Vision i Monolith Films. Z SDI Media Polska współpracuje także Netflix.

### Seriale animowane
- Lękosław Wiewiórka
- Denny obóz
- Bystrzaki kontra Paskudy

## SDI Media Russia
Rosyjskie studio dźwiękowe SDI Media Russia powstało w 2013 roku. Firma zajmuje się postprodukcją audio-wideo, sporządzaniem napisów i dubbingu do filmów obcojęzycznych. Dysponuje pięcioma studiami nagraniowymi. Jej siedziba znajduje się w Moskwie.